# Distritos censales de Chiloé
La provincia de Chiloé está constituida por 10 comunas, las cuales están compuestas por 78 distritos censales.

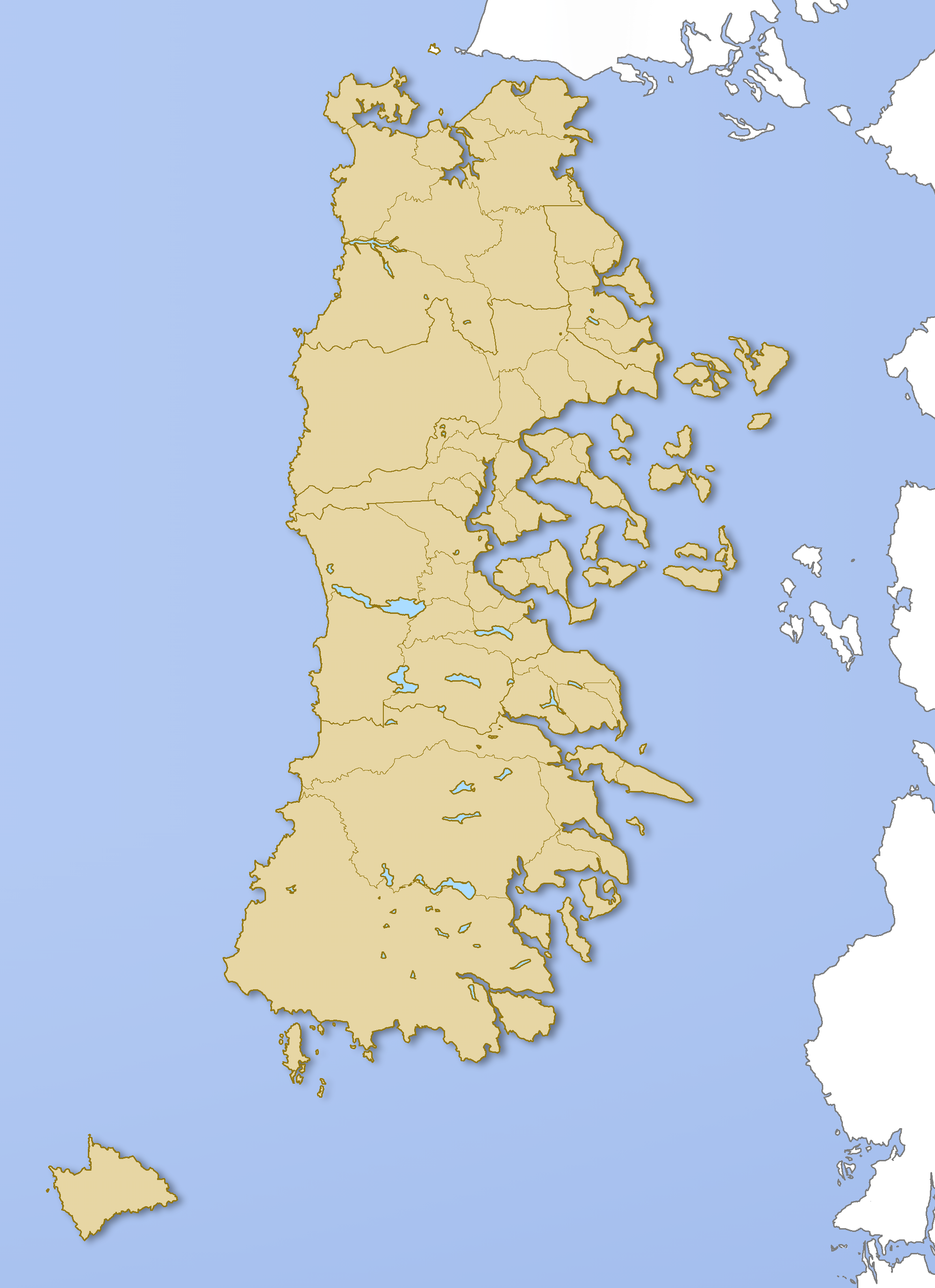
Mapa de los distritos censales de Chiloé

| Nombre    | Comuna | Población (2017) | Notas adicionales |
| --------- | ------ | ---------------- | ----------------- |
| Castro    | Castro | 25.416           |                   |
| Gamboa    | Castro | 7.459            |                   |
| Llaullao  | Castro | 2.723            |                   |
| Piruquina | Castro | 2.371            |                   |
| San José  | Castro | 1.711            |                   |
| Rilán     | Castro | 1.284            |                   |
| Chelín    | Castro | 242              |                   |
| Quehui    | Castro | 699              |                   |
| Yutuy     | Castro | 1.012            |                   |
| San Pedro | Castro | 263              |                   |

| Nombre        | Comuna | Población (2017) | Notas adicionales |
| ------------- | ------ | ---------------- | ----------------- |
| Cuarteles     | Ancud  | 10.932           |                   |
| Independencia | Ancud  | 17.896           |                   |
| Quempillén    | Ancud  | 514              |                   |
| Pugueñún      | Ancud  | 1.018            |                   |
| Chacao        | Ancud  | 2.001            |                   |
| Pumanzano     | Ancud  | 1.589            |                   |
| Degañ         | Ancud  | 719              |                   |
| Puntra        | Ancud  | 269              |                   |
| Coípomo       | Ancud  | 1.105            |                   |
| Pilluco       | Ancud  | 1.781            |                   |
| Calle         | Ancud  | 1.064            |                   |

| Nombre    | Comuna  | Población (2017) | Notas adicionales                 |
| --------- | ------- | ---------------- | --------------------------------- |
| Chonchi   | Chonchi | 6.601            |                                   |
| Teupa     | Chonchi | 631              |                                   |
| Terao     | Chonchi | 745              |                                   |
| Natri     | Chonchi | 1.071            |                                   |
| Huillinco | Chonchi | 1.044            |                                   |
| Cucao     | Chonchi | 457              |                                   |
| Notué     | Chonchi | 536              |                                   |
| Rauco     | Chonchi | 2.386            |                                   |
| Curaco    | Chonchi | 1.305            | No confundir con Curaco de Vélez. |

| Nombre          | Comuna          | Población (2017) | Notas adicionales |
| --------------- | --------------- | ---------------- | ----------------- |
| Curaco de Vélez | Curaco de Vélez | 1.900            |                   |
| San Javier      | Curaco de Vélez | 1.301            |                   |
| Palqui          | Curaco de Vélez | 622              |                   |

| Nombre    | Comuna   | Población (2017) | Notas adicionales                                               |
| --------- | -------- | ---------------- | --------------------------------------------------------------- |
| Dalcahue  | Dalcahue | 9.619            |                                                                 |
| San Pedro | Dalcahue | 604              |                                                                 |
| Butalcura | Dalcahue | 649              |                                                                 |
| San Juan  | Dalcahue | 878              |                                                                 |
| Quetalco  | Dalcahue | 1.020            |                                                                 |
| Tenaún    | Dalcahue | 912              | No confundir con el distrito de Tenaún en la comuna de Quemchi. |

| Nombre     | Comuna    | Población (2017) | Notas adicionales |
| ---------- | --------- | ---------------- | ----------------- |
| Puqueldón  | Puqueldón | 1.260            |                   |
| Aldachildo | Puqueldón | 1.305            |                   |
| Ichuac     | Puqueldón | 967              |                   |
| Detif      | Puqueldón | 389              |                   |

| Nombre    | Comuna  | Población (2017) | Notas adicionales |
| --------- | ------- | ---------------- | ----------------- |
| Queilén   | Queilén | 2.813            |                   |
| Centinela | Queilén | 83               |                   |
| Tranqui   | Queilén | 265              |                   |
| Detico    | Queilén | 630              |                   |
| Agoni     | Queilén | 876              |                   |
| Paildad   | Queilén | 701              |                   |

| Nombre    | Comuna  | Población (2017) | Notas adicionales |
| --------- | ------- | ---------------- | ----------------- |
| Quellón   | Quellón | 20.346           |                   |
| Huildad   | Quellón | 1.333            |                   |
| Chadmo    | Quellón | 2.190            |                   |
| Catiao    | Quellón | 1.212            |                   |
| Chaiguata | Quellón | 813              |                   |
| Assassao  | Quellón | 242              |                   |
| Guafo     | Quellón | 4                |                   |
| Coldita   | Quellón | 117              |                   |
| Laitec    | Quellón | 411              |                   |
| Cailín    | Quellón | 262              |                   |

| Nombre       | Comuna  | Población (2017) | Notas adicionales                                                |
| ------------ | ------- | ---------------- | ---------------------------------------------------------------- |
| Quemchi      | Quemchi | 2.813            |                                                                  |
| Lliuco       | Quemchi | 1.129            |                                                                  |
| Aucar        | Quemchi | 848              |                                                                  |
| Caucahué     | Quemchi | 354              |                                                                  |
| Colú         | Quemchi | 960              |                                                                  |
| Tenaún       | Quemchi | 660              | No confundir con el distrito de Tenaún en la comuna de Dalcahue. |
| Mechuque     | Quemchi | 695              |                                                                  |
| Butachauques | Quemchi | 592              |                                                                  |
| Tac          | Quemchi | 291              |                                                                  |

| Nombre    | Comuna   | Población (2017) | Notas adicionales |
| --------- | -------- | ---------------- | ----------------- |
| Achao     | Quinchao | 4.019            |                   |
| Llingua   | Quinchao | 250              |                   |
| Linlín    | Quinchao | 379              |                   |
| Meulín    | Quinchao | 595              |                   |
| Quenac    | Quinchao | 324              |                   |
| Caguache  | Quinchao | 341              |                   |
| Apiao     | Quinchao | 621              |                   |
| Chaulinec | Quinchao | 427              |                   |
| Alao      | Quinchao | 334              |                   |
| Quinchao  | Quinchao | 715              |                   |